# Johnny Long (giocatore di football americano)
John Anton Long (South Orange, 14 dicembre 1914 – Pemberton, 3 febbraio 1975) è stato un giocatore di football americano statunitense che ha militato nel ruolo di halfback e quarterback nella National Football League (NFL).

## Carriera
Long al college giocò a football alla Colgate University. Come professionista giocò per due stagioni nel 1944 e 1945 per i Chicago Bears giocando come halfback e occasionalmente come quarterback. Chiuse la carriera con 128 yard passate, un touchdown e un intercetto subito.